# 蒂爾尼茨山
蒂爾尼茨山（德語：Türnitzer Alpen）是奧地利的山脈，是北石灰岩山脉的一部分，位於下奧地利州，全長30公里，面積1,100平方公里，最高點海拔高度1,400米。